# Franz Kummer
Franz Kummer (* 2. April 1910 in Dietersdorf am Gnasbach; † 23. Februar 2000 in Rom) war ein österreichischer Politiker (Bauernbund, ÖVP, DU) und Landwirt. Er war von 1945 bis 1949 Abgeordneter zum Österreichischen Nationalrat.
Kummer wuchs in einem bäuerlich-konservativen und religiösen Elternhaus auf. In seinen frühen Jahren war er Mitglied in der bedeutendsten katholischen Jugendorganisation der Ersten Republik, dem Reichsbund der katholischen deutschen Jugend Österreichs. Er besuchte eine sechsklassige Volksschule und eine landwirtschaftliche Fortbildungsschule. Beruflich war Franz Kummer als Landwirt tätig. Von 1928 bis 1938 war er Mitglied des Katholischen und des Steirischen Bauernbundes. Er war auch Mitglied beim Steirischen Heimatschutz, nachdem sich dieser aber immer mehr den Nationalsozialisten annäherte, verließ er 1933 diesen Wehrverband und trat stattdessen den Sturmscharen bei.
1939 flüchtete Kummer nach Frankreich, wo er sich einer angeblich existierenden „Österreichischen Legion“ anschließen wollte, um gegen Hitler zu kämpfen. Allerdings gab es diese Einheit nicht und er wurde bis Anfang 1941 in verschiedenen Anhaltelagern für Ausländer interniert, unter anderem in Vernet d’Ariège.
Als die Wehrmacht im November 1942 auch Südfrankreich besetzte floh Kummer in die Schweiz, wo er erneut interniert bzw. zu Arbeitseinsätzen in der Landwirtschaft verpflichtet wurde. Über Pater Wilhelm Schmidt bekam Kummer gefälschte Papiere vom britischen Geheimdienst SOE. Mit diesen kehrte er im Jahr 1944 nach Österreich zurück, wo er als Mitglied der Widerstandsgruppe „Patria“ wirkte.
Er vertrat die Österreichische Volkspartei zwischen dem 19. Dezember 1945 und dem 8. November 1949 im Nationalrat. Anschließend engagierte er sich bei der Demokratischen Union.
1960 wurde Franz Kummer Bürgermeister seiner Heimatgemeinde und blieb dies bis ins hohe Alter. Nach dem Krieg wurde er auch zum Ökonomierat ernannt.